# Ordovícico Inferior
| Era Eratema | Periodo Sistema | Época Serie         | Edad Piso                  | Inicio, en millones de años |
| ----------- | --------------- | ------------------- | -------------------------- | --------------------------- |
| Paleozoico  | Pérmico         | Pérmico             | Pérmico                    | 298,9±0,15                  |
| Paleozoico  | Carbonífero     | Carbonífero         | Carbonífero                | 358,86±0,19                 |
| Paleozoico  | Devónico        | Devónico            | Devónico                   | 419,62±1,36                 |
| Paleozoico  | Silúrico        | Silúrico            | Silúrico                   | 443,1±0,9                   |
| Paleozoico  | Ordovícico      | Superior / Tardío   | Hirnantiense Hirnantiano   | 445,2±0,9                   |
| Paleozoico  | Ordovícico      | Superior / Tardío   | Katiense Katiano           | 452,8±0,7                   |
| Paleozoico  | Ordovícico      | Superior / Tardío   | Sandbiense Sandbiano       | 458,2±0,7                   |
| Paleozoico  | Ordovícico      | Medio               | Darriwiliense Darriwiliano | 469,4±0,9                   |
| Paleozoico  | Ordovícico      | Medio               | Dapingiense Dapingiano     | 471,3±1,0                   |
| Paleozoico  | Ordovícico      | Inferior / Temprano | Floiense Floiano           | 477,1±1,2                   |
| Paleozoico  | Ordovícico      | Inferior / Temprano | Tremadociense Tremadociano | 486,8±1,5                   |
| Paleozoico  | Cámbrico        | Cámbrico            | Cámbrico                   | 538,8±0,6                   |

El Ordovícico Inferior es la primera serie del Ordovícico en la escala temporal geológica. Se denomina Ordovícico Temprano cuando se refiere a la época correspondiente. Sucede al Furongiense (última serie del Cámbrico) y precede al Ordovícico Medio. Comienza hace unos 487 millones de años y finaliza hace unos 471 millones de años. Se divide en los pisos/edades Tremadociense y Floiense